# Киликийская армянская республика

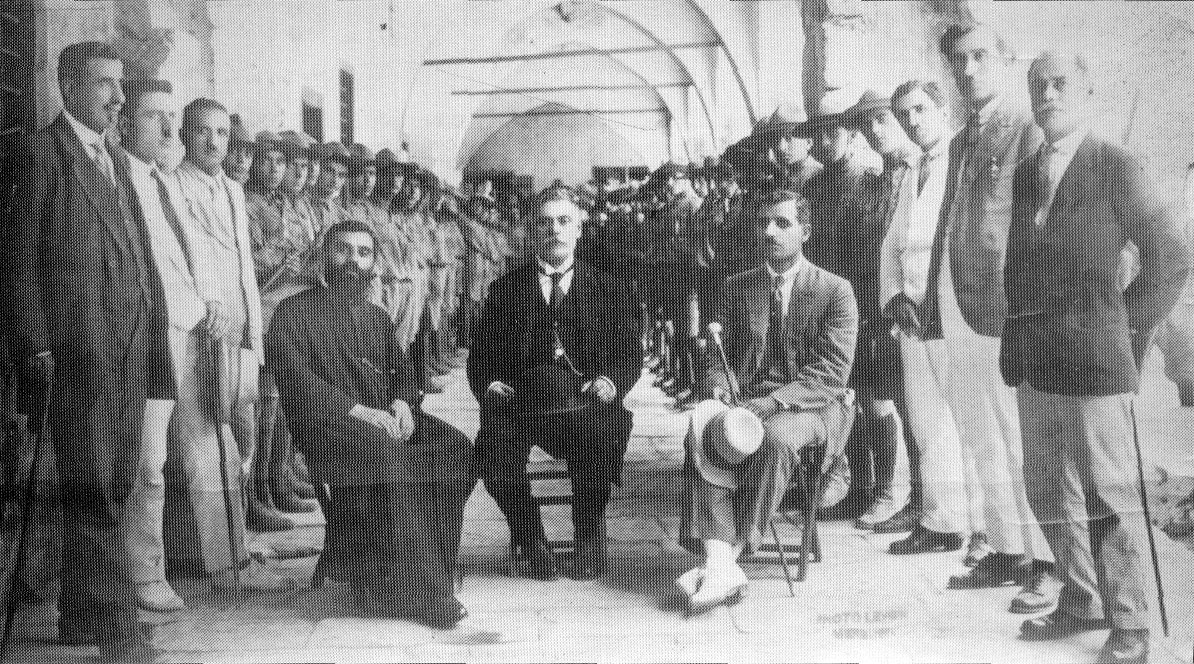
Мигран Таматьян в Мерсине, 1921 год

Килики́йская Армя́нская Респу́блика, КАР (арм. Կիլիկիայի Հայկական Հանրապետություն, ԿՀՀ) — проект протектората Франции, воплотителем которого являлся армянский политический, военный и общественный деятель, писатель, член Социал-демократической партии Гнчакян Мигран Таматьян.

## История
4 августа 1920 года во главе с общественным и военным деятелем Миграном Таматьяном (1863—1945), который в 1891—1894 годах руководил героической самообороной Сасуна, Верховный Национальный Совет Аданы провозгласил Киликию автономной республикой под протекторатом Франции. Однако в результате англо-французских противоречий на следующий день французские власти распустили новосозданное правительство Таматьяна.